# 1384 en santé et médecine
| Années de la santé et de la médecine : 1381 - 1382 - 1383 - 1384 - 1385 - 1386 - 1387    |
| Décennies de la santé et de la médecine : 1350 - 1360 - 1370 - 1380 - 1390 - 1400 - 1410 |

Cet article présente les faits marquants de l'année 1384 en santé et médecine.

## Événements
- Fondation à Liesse, en Picardie, par Jean de Marly, d'« un hôpital pour les pauvres pèlerins[1] ».
- Fondation possible d'un hôpital à Obsdale, aujourd'hui quartier Est d'Alness, dans les Highlands en Écosse[2].

## Personnalités
- Fl. Mansour ibn Ilyas, médecin persan, auteur en 1396 d'une « Anatomie du corps » (Tashrih al-Badan) dédiée à Pir Muhammad ibn Omar Cheikh, sultan de Fars, en Perse, et petit-fils de Tamerlan[3],[4].
- Fl. Bonet Maymo, médecin, à Perpignan en Languedoc[5].
- Fl. Guillaume Prat, barbier, à Bordeaux en Aquitaine[5].
- 1384-1391 : fl. Jacques Du Dain, chirurgien, au service de la ville de Lille en Flandre[5].
- 1384-1386 : fl. Guillaume, barbier, au Quesnoy, au service d'Albert, duc de Bavière et régent de Hainaut[5].

## Naissance
- 1384 ou  1385 : Michel Savonarole (mort vers 1462[6] ou en  1468), médecin humaniste italien, professeur à Padoue, médecin de Nicolas d'Este à Ferrare, grand-père de Jérôme Savonarole[7],[8].

## Décès
- Jean Jacme (date de naissance inconnue), chancelier de l'université de médecine de Montpellier, médecin du duc d'Anjou, consulté par le roi Charles VI et par les papes d'Avignon Urbain V, Grégoire XI et Clément VII, auteur de plusieurs ouvrages de médecine dont le De pestilencia (1371, 1376), le plus diffusé des « régimes de pestilence » du Moyen Âge[9],[10].
- Entre 1384 et 1388 : Jacques Paradisi de Arquade (né à une date inconnue), docteur en médecine à Padoue en Vénétie, fondateur d'un collège pour dix étudiants en médecine, médecin de Wilhelm Hamer, évêque de Pécs, et de Louis Ier, roi de Hongrie, commentateur de Galien[5].